# Louis Cordier
Pour les articles homonymes, voir Cordier (homonymie).
Pierre Louis Antoine Cordier est un  géologue et minéralogiste français, né le 31 mars 1777 à Abbeville et mort le 30 mars 1861 à Paris.

## Biographie
Il entre à l'École des mines en 1794 et suit le cours notamment de Nicolas Louis Vauquelin (1763-1829), René Just Haüy (1743-1822) et Déodat Gratet de Dolomieu (1750-1801).
Il obtient son diplôme d'ingénieur en 1797. Il suit Dolomieu, d'abord dans une expédition dans les Alpes puis il l'accompagne lors de l'expédition de Bonaparte en Égypte (1798-1799). Prisonnier, il parvient à être libéré rapidement et regagne la France. En 1802, il fait paraître un Mémoire sur le mercure argental puis, en 1808, une Description du dichtoïte, qui marque son intérêt pour la minéralogie.
Il enseigne la minéralogie et la géologie jusqu'en 1804 puis est nommé dans différents départements. Il devient ingénieur en chef en 1809 et entre au Muséum national d'histoire naturelle en 1819, où il succède à Barthélemy Faujas de Saint-Fond (1741-1819) à la chaire de géologie. Il travaille alors sur la géologie générale et fait paraître en 1816 un mémoire sur les basaltes Sur les substances minérales dites en masse, qui servent de base aux roches volcaniques.
En 1822, il est élu membre de l'Académie des sciences puis, en 1830, maître des requêtes au Conseil d'État. La même année, il participe à la fondation de la Société géologique de France.
En 1832, il devient inspecteur général des mines pour le sud-ouest de la France et, en 1837, conseiller d'État. Il est fait pair de France en 1839. Il est vice-président du Conseil général des mines de 1834 à 1861, ce qui fait de sa présidence la plus longue des 200 ans d'existence du Conseil.
Il est plusieurs fois directeur du Muséum et est le véritable créateur de la galerie de géologie. Les collections passant ainsi de 1 500 spécimens en 1819 à 200 000 en 1861 à sa mort.
Il participe aussi activement au développement et à la modernisation des transports.

## Publications
- Mémoire sur les substances minérales dites en masse, qui entrent dans la composition des roches volcaniques de tous les âges., Journal de physique, t.XXXIII, p.135-163, 285-307, 352-386, 1816
- Essai sur la température de l'intérieur de la terre, Annales des mines (2), t.II, p. 53-138, 1827

## Honneurs
Il est dédicataire d'une espèce minérale qui porte son nom la cordiérite, il l'avait lui-même en partie décrit sous le nom de dichroïte.